# Agaoninae
Le Agaoninae Walker, 1846, sono una sottofamiglia di insetti imenotteri della famiglia Agaonidae.

## Tassonomia
La sottofamiglia delle Agaoninae comprende 23 generi e 347 specie:
- Agaon Dalman, 1818
  - specie tipo: Agaon paradoxum Dalman, 1818
- Alfonsiella Waterston, 1920
  - specie tipo: Afonsiella fimbriata Waterston, 1920.
- Allotriozoon Grandi, 1916
  - specie tipo: Allotriozoon prodigiosum Grandi, 1916
- Blastophaga Gravenhorst, 1827
  - specie tipo: Blastophaga psenes Linnaeus, 1758
- Ceratosolen Mayr, 1885
  - specie tipo: Ceratosolen appendiculatus (Mayr, 1885)
- Courtella Kieffer, 1912
  - specie tipo: Courtella hamifera Kieffer, 1911
- Deilagaon Wiebes, 1977
  - specie tipo: Deilagaon chrysolepidisWiebes, 1977
- Dolichoris Hill, 1967
  - specie tipo: Dolichoris vasculosae Hill, 1967
- Elisabethiella Grandi, 1928
  - specie tipo: Elisabethiella allotriozoonoides Grandi, 1935
- Eupristina Saunders, 1883
  - specie tipo: Eupristina masoni Saunders, 1882
- Kradibia Saunders, 1883
  - specie tipo: Kradibia cowani Saunders, 1883
- Liporrhopalum Waterston, 1920
  - specie tipo: Liporrhopalum rutherfordi Waterston, 1920
- Nigeriella Wiebes, 1974
  - specie tipo: Nigeriella fusciceps Wiebes, 1974
- Paragaon Joseph, 1959
  - specie tipo: Paragaon perplexum Joseph, 1959
- Pegoscapus Cameron, 1906
  - specie tipo: Pegoscapus longiceps  Cameron, 1906
- Platyscapa Motschulsky, 1863
  - specie tipo: Platyscapa frontalis Motschulsky, 1863
- Pleistodontes Saunders, 1882
  - specie tipo: Pleistodontes imperialis Saunders, 1882
- Sycophilomorpha Joseph & Abdurahiman, 1969
  - specie tipo: Sycophilomorpha saptapurensis Joseph & Abdurahiman
- Sycobiomorphella Abdurahiman, 1967
  - specie tipo: Sycobiomorphella lacorensis Abdurahiman & Joseph
- Sycophilodes Joseph, 1961
  - specie tipo: Sycophilodes moniliformis Joseph
- Tetrapus Mayr, 1885
  - specie tipo: Tetrapus americanus Mayr, 1885
- Waterstoniella Grandi,1916
  - specie tipo: Waterstoniella jacobsoni Grandi1916)
- Wiebesia Bouček, 1988
  - specie tipo: Wiebesia partita Bouček, 1988

Recenti studi filogenetici,  basati sulla analisi degli acidi nucleici,  indicherebbero che solo le specie della sottofamiglia delle Agaoninae dovrebbero essere classificate come Agaonidae mentre Sycoecninae, Otitesellinae e Sycoryctinae andrebbero incluse nella famiglia delle Pteromalidae. Ancora incerta, secondo tali studi, la collocazione di Sycophaginae e Epichrysomallinae.